# Сухоцький Віталій Якович
Віта́лій Я́кович Сухо́цький (15 вересня 1999, с. Підзвіринець Комарнівської ТГ, Львівська область — 4 березня 2023, поблизу населеного пункту Іванівське, Бахмутський район, Донецька область) — старший солдат, командир відділення обчислення 1 артилерійського взводу артилерійської батареї 2 десантно-штурмового батальйону 80-ї окремої десантно-штурмової бригади Збройних сил України, учасник російсько-української війни (АТО) з 2017 року, нагороджений  медаллю «За військову службу Україні» (2022) та орденом «За мужність» III ступеня (посмертно, 2023).

## Біографія
Віталій Сухоцький народився 15 вересня 1999 року у с. Підзвіринець на Львівщині.
У 18 років підписав контракт та став військовослужбовцем Збройних сил України. Учасник бойових дій АТО/ООС. Проходив військову службу в зоні бойових дій на сході України.
З початком широкомасштабного російського вторгнення в Україну у лютому 2022 року Віталій Сухоцький брав участь у важких боях в південно-східному напрямку, зокрема й на Донеччині. Виконував обов'язки командира відділення обчислення 1 артилерійського взводу артилерійської батареї 2 десантно-штурмового батальйону 80-ї окремої десантно-штурмової бригади Збройних сил України.
Старший солдат Віталій Сухоцький загинув 4 березня 2023 року під час важких боїв з російськими військами поблизу населеного пункту Іванівське, Бахмутського район Донецької області.
Прощання з загиблим Героєм відбулося 7 березня 2023 року. Поховали воїна у рідному селі.

## Нагороди
- Медаль «За військову службу Україні» (28 листопада 2022) — за особисту мужність і самовіддані дії, виявлені у захисті державного суверенітету та територіальної цілісності України, вірність військовій присязі"[2];
- Орден «За мужність» ІІІ ступеня (14 квітня 2023, посмертно) — за особисту мужність, виявлену у захисті державного суверенітету та територіальної цілісності України, самовіддане виконання військового обов'язку[3].